# An dialog etre Arzur Roe d’an Bretounet ha Guynglaff
An dialog etre Arzur Roe d’an Bretounet ha Guynglaff ist ein 247-zeiliger Versdialog zwischen König Arthur und dem Weisen Guinglaff in bretonischer Sprache. Es ist neben einem fünfzeiligen Liebesgedicht das einzige überlieferte Zeugnis weltlicher Literatur in mittelbretonischer Sprache. Das Gedicht entstand in der Mitte des 15. Jahrhunderts.